# Tiled
Tiled — кроссплатформенный открытый редактор тайловых карт для игр. Он позволяет создавать карты для 2-мерных игр (с видом сбоку, таких, как платформеров, или видом сверху, к примеру JRPG). Начиная с версии 0.11.0 поддерживаются гексагональные тайлы. Tiled был использован при разработке достаточно большого числа игр, как свободных, так и проприетарных. Сохраняет уровни в основанном на XML формате .TMX, чтение которого обеспечивает ряд библиотек для различных языков программирования и такие игровые движки, как Construct 2.